# Yorktown (Schiff, 1984)
Die Yorktown (CG-48) war ein Lenkwaffenkreuzer der United States Navy. Das zur Ticonderoga-Klasse gehörende Schiff war in der Zeit von 1984 bis 2004 im Dienst. Die Yorktown war ihre gesamte Dienstzeit an der Atlantikküste der Vereinigten Staaten stationiert und befuhr neben dem Atlantik auch die Karibik, das Mittel- und Schwarze Meer sowie das Europäische Nordmeer.
Ab 1996 wurden auf der Yorktown testweise Technologien zur Automatisierung und Vernetzung vieler Systeme im Smart Ship Project installiert.

## Technik
Mehr zur Technik findet sich im Artikel zur Klasse unter Ticonderoga-Klasse (1983)
Als Kreuzer der Ticonderoga-Klasse verdrängte das Schiff voll beladen 9.750 tn.l. Wasser und war 173 Meter lang bei einer Breite von 16,8 Metern. Das Schiff wurde angetrieben von vier Gasturbinen LM-2500 von General Electric und konnte so Geschwindigkeiten von 30 Knoten erreichen.
Die Bewaffnung bestand aus zwei Doppelarmstartern Mk 26 für RIM-67-Standard-Missile-2-Flugabwehrraketen sowie Raketentorpedos ASROC. Aus zwei Vierfachwerfern auf der achterlichen Plattform konnten AGM-84 Harpoon-Seezielflugkörper abgeschossen werden. Zusätzlich besaß die Yorktown zwei 5″-Mark-45-Leichtgewichtsgeschütze, zwei Phalanx-Close-In-Weapon-Systeme (Flugkörperabwehrnahverteidigung) und zwei Torpedorohre für Torpedos vom Typ Mark 46.
Der Hauptauftrag des Schiffes war die Flugabwehr für die Flugzeugträger bereitzustellen. Dafür konnte die Yorktown auf das sehr leistungsstarke Aegis-Kampfsystem zurückgreifen, das eine lückenlose 360°-Überwachung auf eine Reichweite von etwa 200 Seemeilen dank vier Phased-Array-Antennen um das Schiff zulässt.

## Name und Insigne

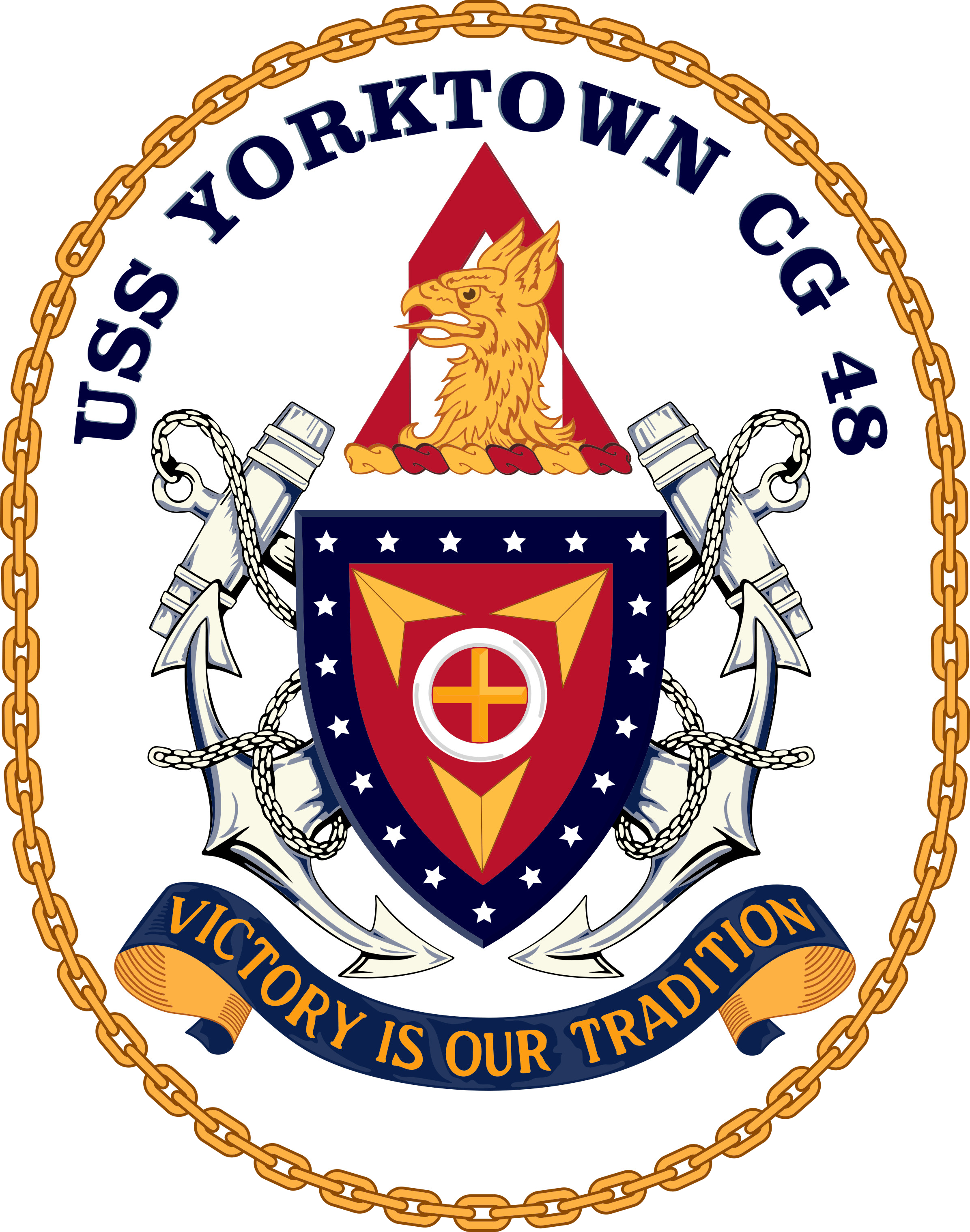
Insigne der Yorktown

Das Schiff ist nach der Schlacht von Yorktown benannt, in der während des Amerikanischen Unabhängigkeitskriegs 1781 George Washington die britischen Truppen unter Lord Charles Cornwallis schlug. Der Kreuzer ist bereits das fünfte Schiff mit dem Namen USS Yorktown; unter anderem wurde der Name für zwei Flugzeugträger verwendet, die im Zweiten Weltkrieg eingesetzt waren.
Auf der Insigne ist ein Greif abgebildet, der den Mut und die Ausdauer der Truppen von Washington ausdrücken soll. Das Kreuz auf dem Schild soll den Beginn der Zielfernrohre für Schiffsartillerie ausdrücken, die an Bord der zweiten Yorktown erstmals eingesetzt wurden. Die Pfeilspitzen beziehen sich auf die dritte und die vierte Yorktown, beides Flugzeugträger, und auf die Fähigkeiten der jetzigen Yorktown in Bezug auf den Start von Raketen. Der Schild wird umrundet von 19 Sternen, welche die 19 Battle-Star-Schlachtauszeichnungen der vier vorherigen Yorktowns repräsentieren.

## Geschichte

### Bau und Indienststellung

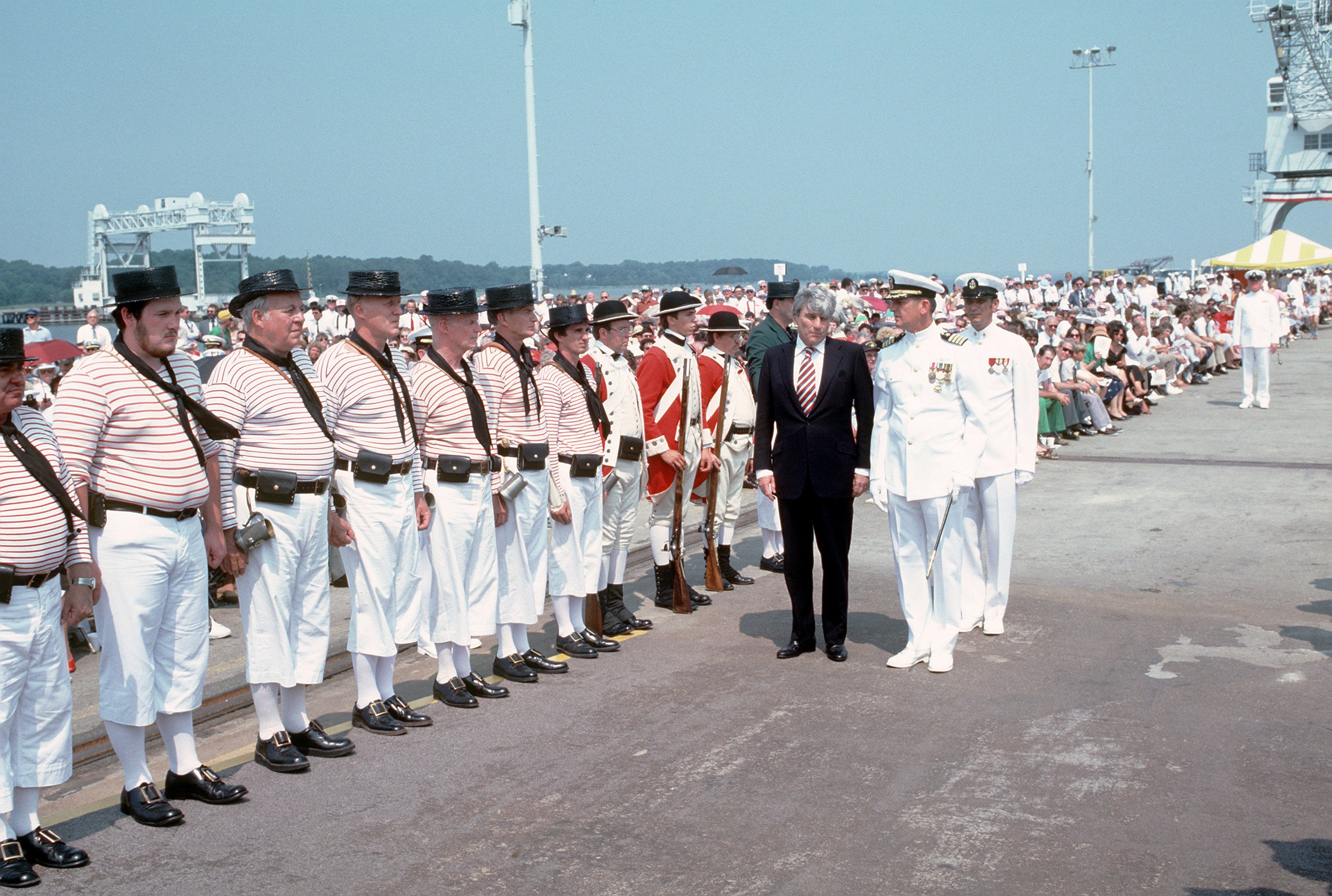
Anderson (rechts) und Warner betrachten auf der Zeremonie zur Indienststellung eine Gruppe Männer, die die Uniform der Colonial Navy of Massachusetts tragen

Die Yorktown war die zweite Einheit der Ticonderoga-Klasse und wurde am 28. April 1980 in Auftrag gegeben. Der Bau wurde von Ingalls Shipbuilding durchgeführt. Am 19. Oktober 1981 war die Kiellegung auf der Werft des Konzerns in Pascagoula, Mississippi und nach einer Bauzeit von 15 Monaten erfolgte der Stapellauf. Danach folgten die Ausrüstung mit Waffensystemen, Testfahrten und eine kurze Werftliegezeit, in der letzte Schwachpunkte beseitigt wurden, die während der Seetests offenbar wurden. Die Kosten für Bau und Ausrüstung des Schiffes lagen bei über einer Milliarde US-Dollar. Ursprünglich war die Yorktown während der Planung noch als Zerstörer klassifiziert, dann, im Januar 1980, also noch vor Auftragsvergabe, erfolgte eine Reklassifizierung zum Lenkwaffenkreuzer, als die enormen Baukosten und die enormen Fähigkeiten des Aegis-Kampfsystems offensichtlich wurden.
Das Schiff wurde von Mary Mathews getauft, einer Frau aus Yorktown, Virginia. Die Navy beschreibt Mary und ihren Mann Nick als „prominente Bewohner und Philanthropen in der Gegend um Hampton Roads“ und weiter als „wahre Freunde der Navy und der Naval Weapons Station Yorktown“, weshalb sie auch ausgewählt wurde, den Kreuzer zu taufen. Am 4. Juli 1984 fand die offizielle Indienststellung des Kreuzers bei der Navy statt. Während der Zeremonie sprach neben Mathews auch der Senator von Virginia, John Warner, weiter waren der Marineminister John Lehman und der Kongressabgeordnete Herbert H. Bateman anwesend.
Erster Heimathafen der Yorktown war Norfolk in Virginia und ihr erster Kommandant war Captain Carl A. Anderson.

### Einsätze

#### Schwarzmeerfahrten
Der erste Einsatz der Yorktown begann im August 1985 und dauerte standardmäßig sechs Monate, bis zum April 1986. Das Schiff fuhr als Teil der Trägerkampfgruppe um die Saratoga während dieses Einsatzes im Schwarzen Meer sowie vor der Küsten Libyens im Mittelmeer. Als Libyen die Große Syrte zu seinen Hoheitsgewässern erklärte, führte die Navy mehrere Operationen in diesem Gewässer durch, um zu zeigen, dass die Vereinigten Staaten den Anspruch auf die Gewässer nicht anerkennen. Nachdem am 23. März eine libysche Raketenbatterie, die bereits mehrfach Flugzeuge der Navy angegriffen hatte, durch Trägerflugzeuge zerstört worden war, ging Libyen zum Gegenangriff über und ließ mehrere Kriegsschiffe auslaufen. Im weiteren Verlauf wurde eine libysche Korvette dabei von Trägerflugzeugen zerstört, und kurze Zeit später fuhr ein libysches Patrouillenboot die Yorktown mit hoher Geschwindigkeit an. Der Kreuzer versenkte das Boot mit zwei Harpoon.

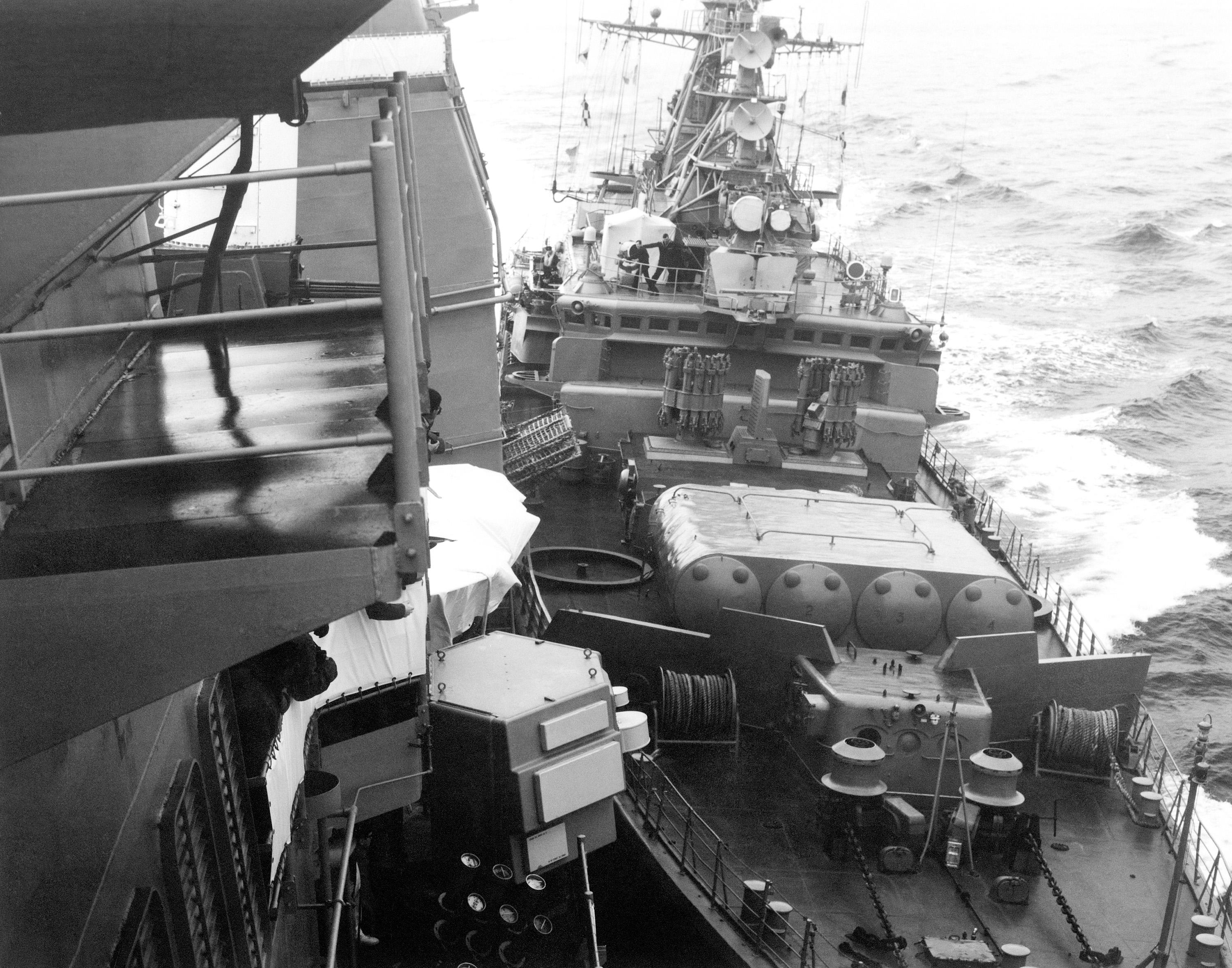
Die Yorktown 1988 kurz vor der Kollision mit der Bessawetni, einer sowjetischen Fregatte der Kriwak-Klasse

Anfang des Jahres 1987 erhielt die Yorktown ihre erste Auszeichnung, den Top Gun Award der Atlantikflotte, der für „herausragende Fähigkeiten in der Bedienung der Bordartillerie“ verliehen wird. Ab September 1987 folgte auch die zweite Einsatzfahrt, wiederum ins Schwarze Meer, während der die Yorktown weltweite Aufmerksamkeit erregte. Zu Beginn nahm das Schiff an Übungen im Atlantik und im Mittelmeer teil, an denen auch Deutschland, Frankreich, Marokko, Tunesien und die Türkei beteiligt waren. Später verlegte die Yorktown dann ins Schwarze Meer, wo sie zusammen mit der Caron das Recht der friedlichen Durchfahrt durch Gewässer wahrnehmen wollte, die innerhalb der Zwölfmeilenzone der Sowjetunion lagen. Dieses Recht erlaubt jedem Schiff, Hoheitsgewässer eines fremden Staates zu passieren, wenn dies den kürzesten Weg aus und in internationale Gewässer darstellt. Die Sowjetunion verweigerte dieses Recht jedoch an bestimmten Stellen, so auch hier vor der Krim. Da die Caron außerdem Empfangs- und Auswertungsgeräte für Radarsignale an Bord hatte, die von der National Security Agency betrieben wurden, schickte die Sowjetunion beim Zwischenfall im Schwarzen Meer 1988 zwei Schiffe, eine leichte Fregatte der Mirka-II-Klasse und eine Lenkwaffenfregatte der Kriwak-Klasse, um die amerikanischen Schiffe abzudrängen. Dabei kam es zu leichten Kollisionen zwischen der Yorktown und der Kriwak Bessawetni sowie der Caron und der Mirka, bei denen jedoch keine großen Schäden entstanden. Im Spätsommer 1988 wurde die Yorktown zu kleineren Überholungs-, Wartungs- und Reparaturarbeiten ins Trockendock der Metro Machine Company in Norfolk gebracht. Nach Angaben des amerikanischen Staatssekretärs im Verteidigungsministerium Richard Armitage war die Durchfahrt aus betrieblichen Gründen nicht notwendig.

#### Mittelmeer und Karibik

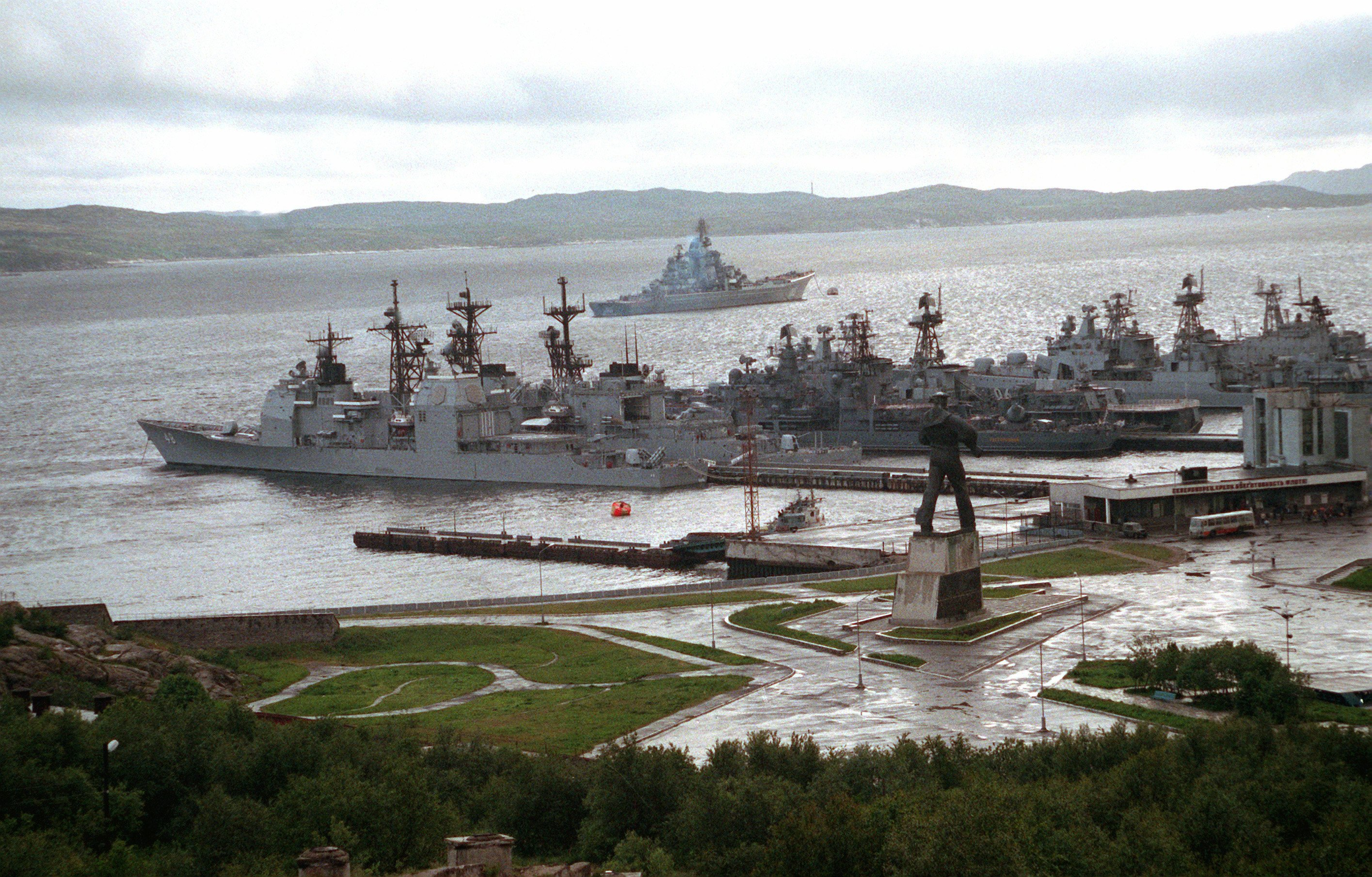
Die Yorktown (vorne) in Seweromorsk

Der dritte und vierte Einsatz führte die Yorktown ins Mittelmeer und den Persischen Golf, wo sie an der Operation Provide Comfort teilnahm, einer Hilfsaktion für die Kurden, die vor dem Zweiten Golfkrieg in den Nordirak geflohen waren. 1992 folgten für die Yorktown Übungen mit den Marinen von Rumänien und Bulgarien und später BALTOPS 92 – ein Manöver, bei der die Yorktown zusammen mit der O´Bannon als erstes amerikanisches Kriegsschiff seit dem Zweiten Weltkrieg den russischen Hafen von Seweromorsk anlief.
In diesen Jahren wurde die Yorktown mit dem Old Crow’s Award für Elektronische Kampfführung (1991), dem Marjorie Sterrett Battleship Fund Award für herausragende Einsatzbereitschaft (1992) und dem Ship Safety Award des Befehlshabers der Atlantikflotte (1993) ausgezeichnet.
1993 und 1994 folgten Fahrten in der Karibik, bevor das Schiff im August zurück ins Mittelmeer verlegt wurde. Von Mai bis Juni 1993 fungierte die Yorktown als Flaggschiff für den Kommandanten der Task Group 4.1, als so genannte Counter-Drug Operations durchgeführt wurden, also Aktionen, in denen Drogenschmuggler abgefangen werden. Im August des Jahres nahm sie an Exercise Solid Stance im Nordatlantik teil, bevor sie im Oktober und November das Embargo gegen Haiti sicherte. Von April bis Mai 1994 folgte die Übung Agile Provider in der Karibik, in der die Yorktown die Luftabwehr übernahm und gleichzeitig als Flaggschiff für den Kommandanten der Destroyer Squadron Six diente.
Im August 1994 folgte wiederum eine Fahrt ins Mittelmeer. Die Yorktown, als Flaggschiff des Kommandanten der Standing Naval Forces Atlantic, fuhr in der Adria, um das UN-Embargo gegen Jugoslawien durchzusetzen. Die Yorktown übernahm die Luftabwehr für die Task Force aus amerikanischen und europäischen Schiffen. 1995 folgte schließlich eine Fahrt gegen den Drogenschmuggel in der Karibik.

#### DieYorktownalsSmart Ship

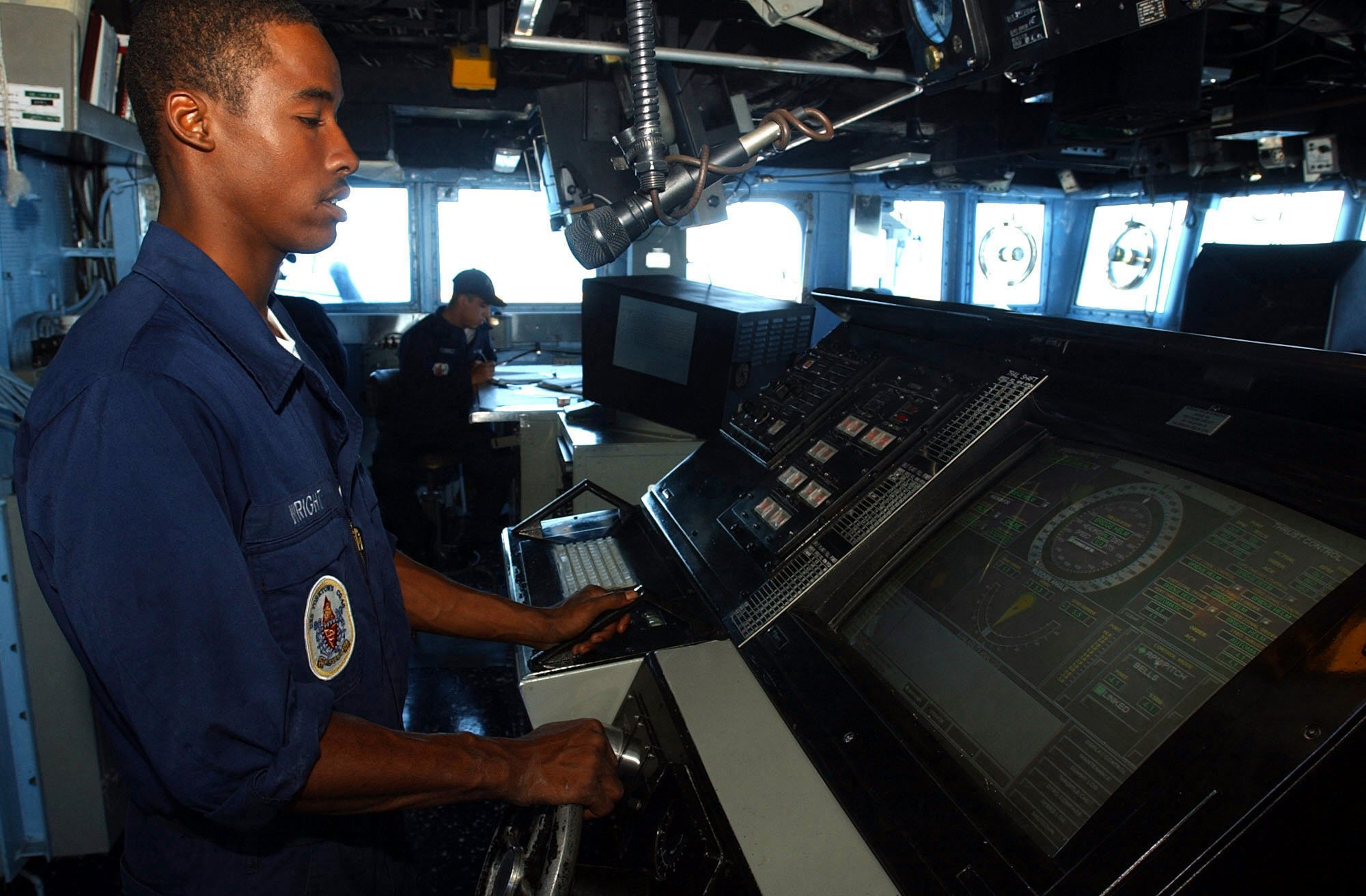
Die Steuerkonsole der Yorktown 2002

Ab Anfang 1996 wurde die Yorktown als Testschiff für das Smart Ship Project ausgewählt. Dieses Programm der Navy sollte den Vernetzungsgrad an Bord von Kriegsschiffen verbessern, um die Mannschaftszahl und die Kosten für Wartung zu verringern. Auf der Yorktown wurden 27 Workstations mit dem Betriebssystem Microsoft Windows NT 4.0 eingerichtet und über ein Glasfaser-LAN vernetzt, wodurch die Besatzungszahl um 10 % verringert werden konnte. Die Brückenwache musste danach nur noch von drei Mann (statt vorher 13) besetzt werden. Damit einher ging im September auch der Wechsel des Heimathafens von Norfolk nach Pascagoula (Mississippi), da das Haupteinsatzgebiet der Yorktown als Smart Ship in der Karibik und Südamerika liegen sollte.
Die ersten Tests des Systems unter Einsatzbedingungen fanden ab Anfang 1997 statt. Die Yorktown begann mit Operationen gegen den Drogenschmuggel und führte dann eine Übung mit dem Flugzeugträger George Washington durch, bei der die Navy überprüfte, ob an Bord der Yorktown alle Vorgaben bezüglich der Einsatzbereitschaft erfüllt wurden. Die Yorktown bestand den Test laut Navy mit guten Ergebnissen.
Bekannt wurde ein Zwischenfall mit der Yorktown am 21. September 1997: Da die Software ein geschlossenes Ventil als offen anzeigte, gab ein Besatzungsmitglied direkt in die Datenbank des Schiffes eine Null ein, was zwar eigentlich nicht vorgesehen ist, aber während der Testphase Standard war. Dadurch wurde jedoch in diesem Fall eine Division durch Null ausgelöst, die das gesamte System abstürzen und damit auch den Antrieb ausfallen ließ. Was danach geschah, ist unklar. Die Navy behauptet, dass die Crew das Problem selbst in den Griff bekam und der Antrieb nach 2 Stunden und 45 Minuten wiederhergestellt war. Die Government Computer News berichtete hingegen, das Schiff hätte zurück in den Hafen geschleppt werden müssen.
Kurz nach diesem Ausfall lief die Yorktown zu einer weiteren Operation gegen Schmuggler aus. Vor dem Beginn der Patrouillentätigkeit kundschaftete der Kreuzer mit seinem Helikopter noch mehrere Inseln aus. Dies sollte den Fall abdecken, dass die Navy die puerto-ricanische Insel Vieques in Zukunft nicht mehr für ihr Training nutzen dürfte.
Ab 2000 unterzog sich die Yorktown ihrer ersten regulären Überholung im Trockendock von Mobile, Alabama.

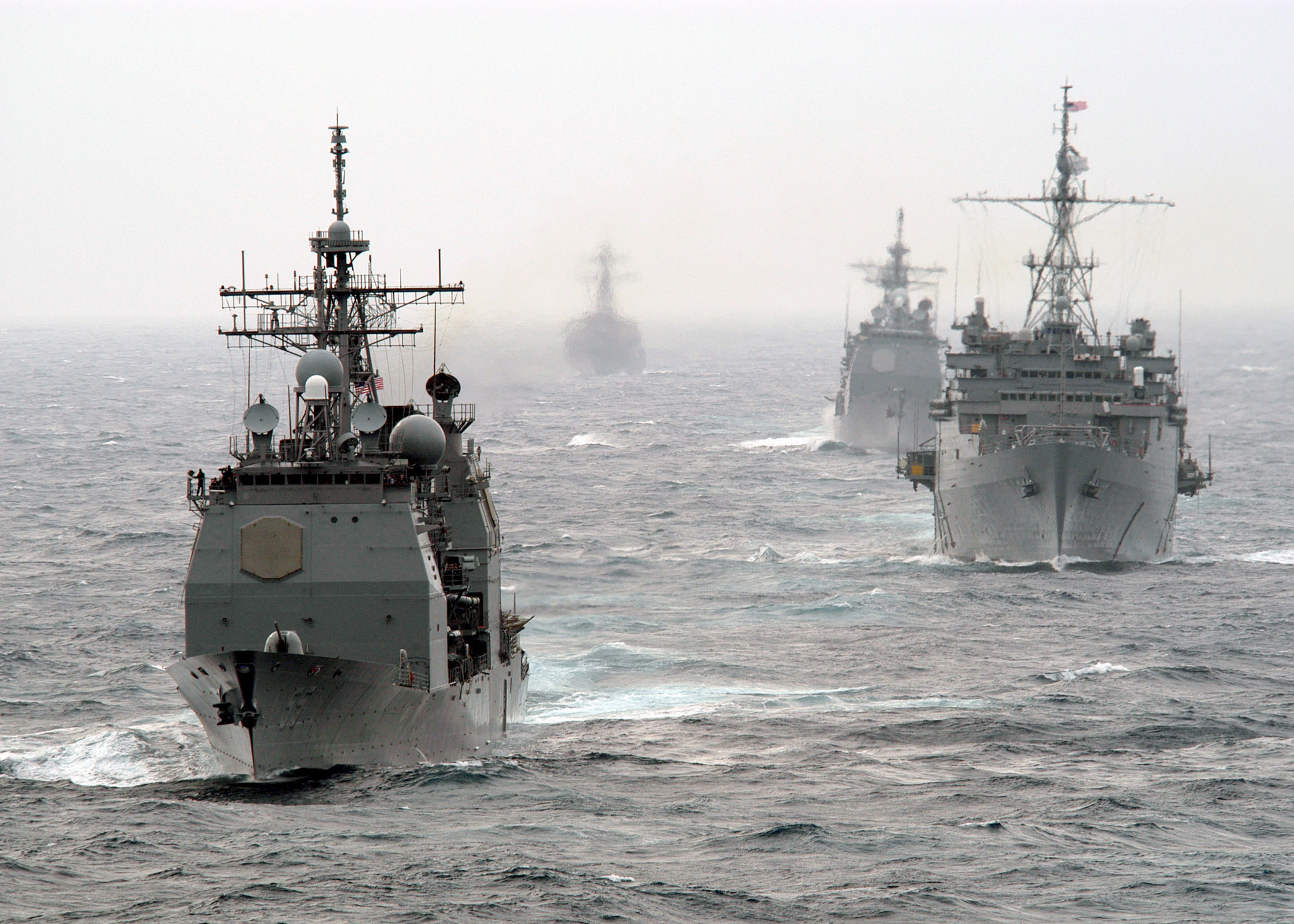
Die Yorktown (Dritte von vorn) 2004 als Teil der Kampfgruppe um die Wasp

2002 nahm die Yorktown zusammen mit der USS Doyle an der dreiundvierzigsten jährlichen Übung UNITAS teil. Diese Übung fand in der Karibik statt; neben den zwei Schiffen der US Navy nahmen unter anderem Einheiten der Marinen von Kolumbien und Mexiko teil. Während eines Hafenbesuchs in Willemstad auf den Niederländischen Antillen kam während dieses Manövers der Staatspräsident von Venezuela, Hugo Chávez, für eine Besichtigungstour an Bord.
Am 17. Februar 2004 verließ die Yorktown ihren Hafen und traf sich mit der Kampfgruppe um die Wasp. Andere Mitglieder der Kampfgruppe waren die Shreveport, Whidbey Island, Leyte Gulf, McFaul und Connecticut. Die Gruppe fuhr durch den Sueskanal ins Rote Meer und von dort in den Persischen Golf. Während dieser Fahrt unterstützte die Yorktown unter anderem den in Brand geratenen griechischen Tanker Mt. Everton bei Löscharbeiten. Die Hauptaufgabe war aber der Schutz alliierter Kriegsschiffe und der Ölterminals Basra und Khawr Al Amaya. Dabei wurde am 24. April ein Angriff mittels drei Schlauchbooten mit Sprengsätzen an Bord abgewehrt. Diesen Auftrag erfüllte die Yorktown bis Ende Mai und führte danach noch Manöver mit den Marinen von Oman, Ägypten, Großbritannien, Frankreich und Jordanien durch. Während dieser Fahrt besuchte auch der Marineminister Gordon R. England die Yorktown.

### Außerdienststellung

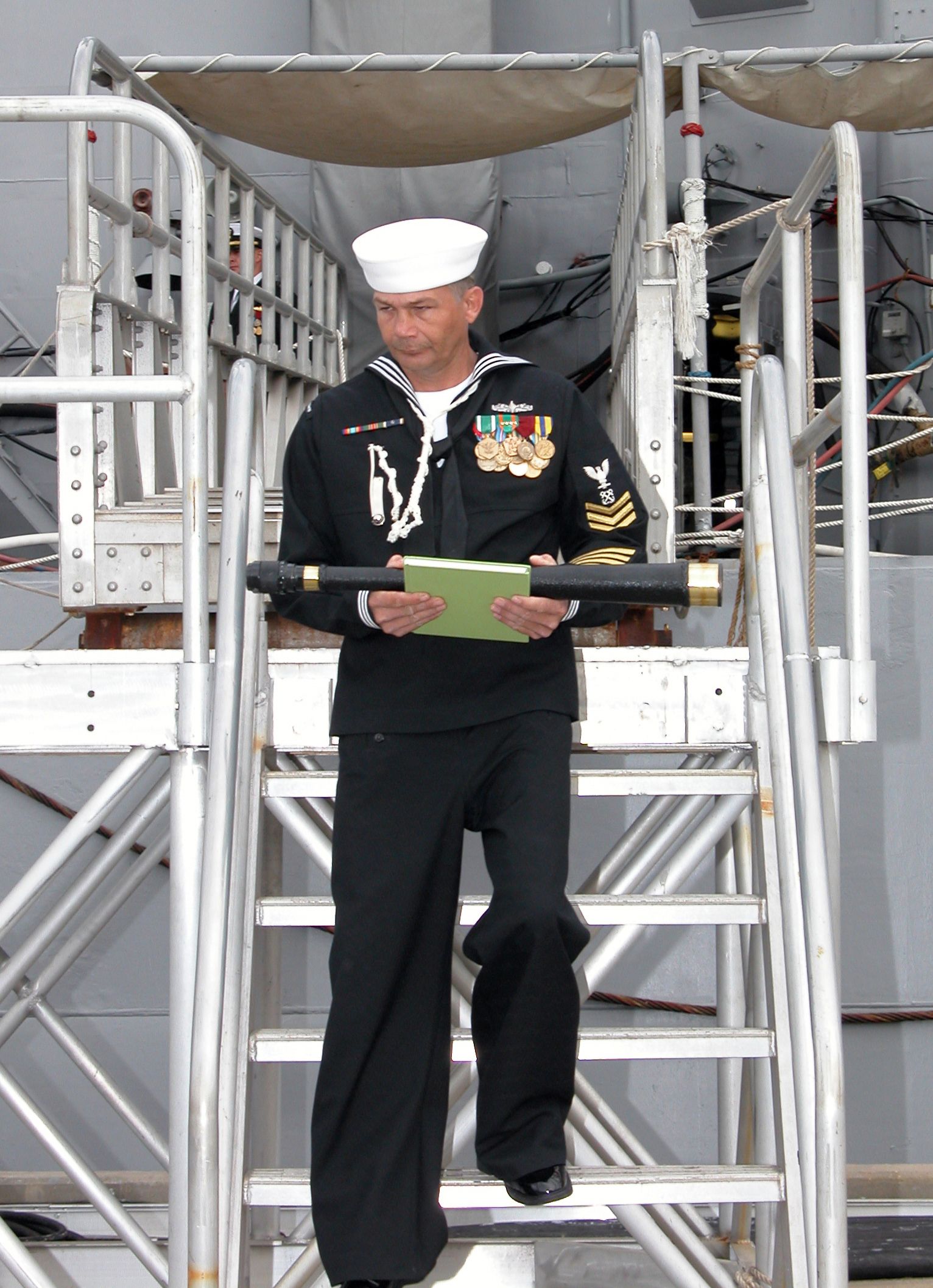
Boatswain’s Mate Lonnie Ellis trägt Logbuch und Fernrohr von Bord

Direkt nach dem Einsatz lief das Schiff wieder in die Naval Weapons Station Yorktown ein, wo in Vorbereitung auf die Außerdienststellung die Waffen von Bord gegeben wurden. Am 17. August erreichte der Kreuzer schließlich seinen Heimathafen in Pascagoula. Am 3. Dezember 2004 wurde das Schiff dann offiziell außer Dienst gestellt. Der Zeremonie wohnten unter anderem mit Philip Dur sowie Michael Mullen der zweite und der fünfte Kommandant des Schiffes bei.
Der Grund für die frühe Außerdienststellung nach nur 20 Dienstjahren (die normale Dienstdauer eines Kreuzers liegt bei 30 Jahren) ist, dass das Schiff noch mit den zwei Doppelstartern ausgerüstet war, während alle Einheiten der Klasse ab CG-52 stattdessen ein moderneres Vertical Launching System besitzen. Um nicht für wenige Schiffe die Wartung für die Mk. 26 aufrechterhalten zu müssen, erfolgte 2004 und 2005 die Außerdienststellung der ersten fünf Schiffe der Klasse. Im Anschluss an die Zeremonie wurde die Yorktown in die Inactive Ships Maintenance Facility in Philadelphia geschleppt. Das Schiff wurde im Schiffsregister der Navy als Stricken, to be disposed of (dt.: [aus Register] gestrichen, soll entsorgt werden) geführt. Dies schloss neben einem möglichen Abbruch auch die Verwendung als Museumsschiff, den Verkauf oder die Versenkung als Zielschiff nicht aus. Im Februar 2008 gab die Navy bekannt, dass auch die Yorktown auf der Liste der in den folgenden fünf Jahren zu zerlegenden Schiffen stand.
Im November 2022 traf das Schiff in Brownsville, Texas, zur Verschrottung ein.